# Elis G. Regnér
Elis Gustaf Regnér, född 25 juli 1902 i Linköping, död 15 november 1974 i Johannebergs församling, Göteborg, var en svensk barn- och ungdomspsykiater. 
Regnér blev medicine licentiat 1931, var underläkare vid Beckomberga sjukhus 1932–1937, vid Lillhagens sjukhus 1937–1938 och förste läkare där 1938–1947. Han var psykiatrisk konsult vid Göteborgs barnavårdnämnd 1941–1954, chefsläkare vid den psykiska barna- och ungdomsvården i Göteborg från 1947 och Göteborgs barnsjukhus barn- och ungdomspsykiatriska klinik 1954–1961 och överläkare där från 1961. Han var även läkare vid Stefansgården, institution för lekterapi (för observation och behandling av svårfostrade barn) 1953–1964.
Regnér var ledamot av centralstyrelsen för undervisning och vård av psykiskt efterblivna i Göteborgs och Bohus län från 1949, ordförande i Göteborgs läkarsällskap 1959 och blev medicine hedersdoktor vid Göteborgs universitet 1962. Han recenserade barnpsykologisk litteratur i Göteborgs Handels- och Sjöfartstidning från 1948 och författade skrifter i psykiatri och barnpsykiatri som Skolpsykiatri (1962) och Barnpsykiatri i förskoleåldern (1966). Regnér är begravd på Örgryte nya kyrkogård.